# Dolichoneura foveata
Dolichoneura foveata är en fjärilsart som beskrevs av Louis Beethoven Prout 1916. Dolichoneura foveata ingår i släktet Dolichoneura och familjen mätare. Inga underarter finns listade i Catalogue of Life.